# San Jose (Negros Oriental)
San Jose è una municipalità di quinta classe delle Filippine, situata nella Provincia di Negros Oriental, nella regione di Visayas Centrale.
San Jose è formata da 14 baranggay:
- Basak
- Basiao
- Cambaloctot
- Cancawas
- Janayjanay
- Jilocon
- Naiba
- Poblacion
- San Roque
- Santo Niño
- Señora Ascion (Calo)
- Siapo
- Tampi
- Tapon Norte